# Geoff Duncan

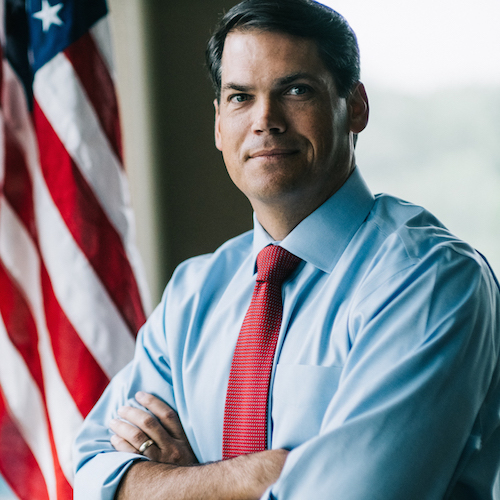
Geoff Duncan (2018)

Geoffrey L. Duncan (* 1. April 1975 in New Kensington, Westmoreland County, Pennsylvania) ist ein US-amerikanischer Politiker der Demokratischen Partei. Er war vom 14. Januar 2019 bis zum 9. Januar 2023 Vizegouverneur des Bundesstaates Georgia unter Brian Kemp.
Duncan gehört zu den prominentesten republikanischen Politikern, die Donald Trump für die Verbreitung von Falschbehauptungen über die US-Präsidentschaftswahl 2020 scharf kritisieren.
Im Mai 2021 kündigte er an, nicht für eine zweite Amtszeit zu kandidieren.

## Leben
Geoff Duncan wuchs in Alpharetta, Georgia, auf. Nach seinem Abschluss an der dortigen Chattahoochee High School studierte er am Georgia Institute of Technology und spielte Baseball für die Universitätsmannschaft Georgia Tech Yellow Jackets. Von 1996 bis 2001 spielte Duncan für die Miami Marlins in der Minor League Baseball, wo er die höchste Spielklasse Triple-A erreichte, bevor er seine Karriere aufgrund einer Schulterverletzung beenden musste. Nach seiner Baseballkarriere machte Duncan sich mit einem Marketingunternehmen selbstständig. Im April 2016 verkaufte er das Unternehmen und wurde Chief Executive Officer von Wellview Health, einem Unternehmen aus dem Gesundheitssektor.
Im Jahr 2012 wurde Duncan als Mitglied der Republikanischen Partei in das Repräsentantenhaus von Georgia gewählt. Am 10. April 2017 gab er bekannt, bei den Gouverneurswahlen 2018 für das Amt des Vizegouverneurs kandidieren zu wollen. Daraufhin trat er im September 2017 von seinem Amt im Repräsentantenhaus zurück. Bei den parteiinternen Vorwahlen am 22. Mai 2018 erhielt Duncan 28,8 % der Stimmen und lag damit hinter seinem Gegenkandidaten David Shafer. In der Stichwahl am 24. Juli 2018 setzte sich Duncan schließlich mit 50,16 % der Stimmen gegen Shafer durch. Bei der Gouverneurswahl konnte Duncan auch seine demokratische Gegenkandidatin Sarah Riggs Amico schlagen und wurde somit zum neuen Vizegouverneur gewählt. Die Amtseinführung erfolgte am 14. Januar 2019.
Im US-Präsidentschaftswahlkampf 2024 unterstützte Duncan die Kampagne Republicans for Harris.
Geoff Duncan ist seit 2000 mit seiner langjährigen Lebensgefährtin Brooke Duncan verheiratet und hat mit dieser drei Söhne. Die Familie lebt in der Nähe von Cumming im Forsyth County nordöstlich von Atlanta.